# Dodecatheon frigidum
Dodecatheon frigidum är en viveväxtart som beskrevs av Adelbert von Chamisso och Schltdl. Dodecatheon frigidum ingår i släktet Dodecatheon och familjen viveväxter. Inga underarter finns listade i Catalogue of Life.